# David Willcocks
David Willcocks, född 30 december 1919 i Newquay, Cornwall, död 17 september 2015 i Cambridge, Cambridgeshire, var en brittisk kördirigent, organist och kompositör.

## Biografi
Willcocks ägnade sig främst åt engelsk kyrkomusik både som ledare för den framstående kören vid King's College i Cambridge 1957 till 1974 och The Bach Choir från 1960. Han var också verksam som arrangör och pedagog.